# Nesotanais lacustris
Nesotanais lacustris är en kräftdjursart som beskrevs av Sueo M. Shiino 1968. Nesotanais lacustris ingår i släktet Nesotanais och familjen Nototanaidae. Inga underarter finns listade i Catalogue of Life.